# FFH-Gebiet Kiel Wik / Bunkeranlage
Das FFH-Gebiet Kiel Wik / Bunkeranlage ist ein NATURA 2000-Schutzgebiet in Schleswig-Holstein in der Stadt Kiel im Wohngebiet Steenbek-Projensdorf des Stadtteils Wik am Südufer des Nord-Ostsee-Kanals (NOK). Es liegt in der Landschaft Kiel (Landschafts-ID 112). Diese ist der Naturräumlichen Großregion 2. Ordnung Schleswig-Holsteinisches Hügelland zugeordnet.
Das FFH-Gebiet besteht aus einer Bunkeranlage aus dem Zweiten Weltkrieg, in der mehrere Fledermausarten beheimatet sind. Die Bunkeranlage dient keinem anderen Verwendungszweck als der Erhaltung der dortigen Fledermauspopulation. Über drei Ein- und Ausflugsöffnungen in Richtung der Uferböschung zum NOK können die Fledermäuse jederzeit den Bunker für die Nahrungssuche verlassen. Ein weiterer Lüftungsschacht liegt auf dem Gebiet der Kleingartenanlage „Auberg E6“ vom Kleingartenverein Kiel e.V. von 1897 und wird von den Fledermäusen ebenfalls genutzt.

## FFH-Gebietsgeschichte und Naturschutzumgebung

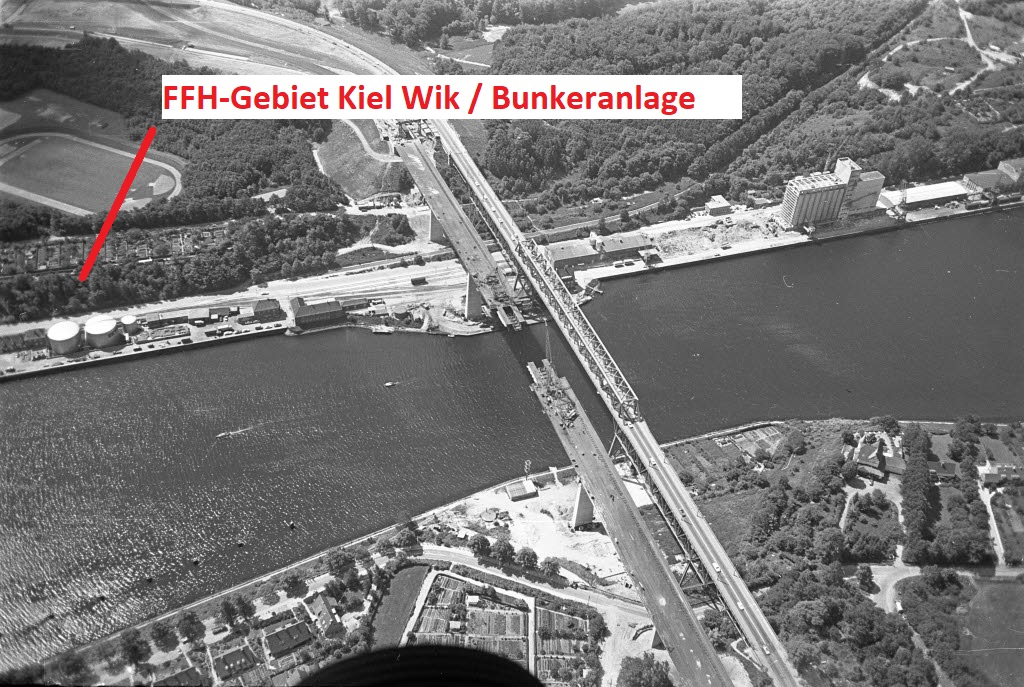
FFH-Gebiet Kiel Wik / Bunkeranlage 1971

Der NATURA 2000-Standard-Datenbogen (SDB) für dieses FFH-Gebiet wurde im Mai 2004 vom Landesamt für Landwirtschaft, Umwelt und ländliche Räume (LLUR) des Landes Schleswig-Holstein erstellt, im September 2004 als Gebiet von gemeinschaftlicher Bedeutung (GGB) vorgeschlagen, im November 2007 von der EU als GGB bestätigt und im Januar 2010 national nach § 32 Absatz 2 bis 4 BNatSchG in Verbindung mit § 23 LNatSchG als besonderes Erhaltungsgebiet (BEG) bestätigt. Der SDB wurde zuletzt im Mai 2019 aktualisiert. Der Managementplan für das FFH-Gebiet wurde im 29. Juni 2016 veröffentlicht. Eine Gebietsbetreuung, wie sie für die meisten FFH-Gebiete in Schleswig-Holstein üblich ist, wurde vom LLUR nicht veranlasst. Da sich das Gebiet ausschließlich in kommunalem Besitz befindet, ist damit die Einhaltung des Verschlechterungsverbotes sichergestellt.

## FFH-Erhaltungsgegenstand
Laut Standard-Datenbogen vom Mai 2019 sind folgende Arten für das Gesamtgebiet als FFH-Erhaltungsgegenstände mit den entsprechenden Beurteilungen zum Erhaltungszustand der Umweltbehörde der Europäischen Union gemeldet worden (Gebräuchliche Kurzbezeichnung (BfN)):
Arten gemäß Artikel 4 der Richtlinie 2009/147/EG und Anhang II der Richtlinie 92/43/EWG und diesbezügliche Beurteilung des Gebiets:
- 1318 Teichfledermaus (Gesamtbeurteilung C)[11]

Der alleinige FFH-Erhaltungsgegenstand für dieses FFH-Gebiet ist die Art Teichfledermaus. Im SDB werden zwar noch die drei Fledermausarten Wasserfledermaus, Fransenfledermaus und Braunes Langohr unter dem Kapitel „Sonstige Arten“ erwähnt, sind aber nicht zu FFH-Erhaltungsgegenständen erklärt worden.

## FFH-Erhaltungsziele
Aus den oben aufgeführten FFH-Erhaltungsgegenständen werden als FFH-Erhaltungsziele von besonderer Bedeutung die Erhaltung folgender Lebensraumtypen und Arten im FFH-Gebiet vom Ministerium für Energiewende, Landwirtschaft, Umwelt und ländliche Räume des Landes Schleswig-Holstein erklärt:
- 1318 Teichfledermaus

## FFH-Analyse und Bewertung
Das Kapitel FFH-Analyse und Bewertung im Managementplan beschäftigt sich unter anderem mit den aktuellen Gegebenheiten des FFH-Gebietes und den Hindernissen bei der Erhaltung und Weiterentwicklung der FFH-Lebensraumtypen und Arten. Die Ergebnisse fließen in den FFH-Maßnahmenkatalog ein.
Die Fledermauspopulation in der Bunkeranlage ist von einem Spitzenwert von 336 Tieren im Jahre 2006 bis auf 88 Tiere im Jahre 2016 gefallen. Im SDB mit Stand Mai 2019 wurde der Europäischen Umweltagentur eine Zahl von vierzehn Exemplaren der Teichfledermaus gemeldet. Eine eindeutig nachweisbare Begründung für diese Verschlechterung konnte nicht gefunden werden. Neben dem Verlust von Habitaten in ehemaligen Industriebrachen und Bauruinen wird eine Störung durch die hohe nächtliche Helligkeit des vor der Bunkeranlage liegenden Nordhafens und dessen Zufahrtsstraße Uferstraße vermutet.

## FFH-Maßnahmenkatalog
Der FFH-Maßnahmenkatalog im Managementplan für dieses FFH-Gebiet führt neben den bereits durchgeführten Maßnahmen geplante Maßnahmen zur Erhaltung und Entwicklung der FFH-Lebensraumtypen und Arten im FFH-Gebiet an. Alle vorgeschlagenen Maßnahmen sind zur Maßnahmenverfolgung in vier Maßnahmenblättern festgehalten.
Als vorrangig wird der Erhalt der Bunkeranlage in seinem jetzigen Zustand erachtet. Dies gilt auch für den Baumbestand an der Uferböschung. Die Beleuchtungssituation der Straßenlaternen der Uferstraße ist bereits mit Blendschutzmaßnahmen an den Laternen und einer angepassten Einschaltzeit umgesetzt worden.

## FFH-Erfolgskontrolle und Monitoring der Maßnahmen
Eine FFH-Erfolgskontrolle und Monitoring der Maßnahmen findet in Schleswig-Holstein alle 6 Jahre statt. Die Ergebnisse des letzten Monitorings sind noch nicht veröffentlicht worden (Stand Juli 2022).